# Гас Джи
Константинос Карамитрудис (греч. Κωνσταντίνος Καραμητρούδης; род. 12 сентября 1980, Салоники, Греция), известный как Гас Джи (англ. Gus G.) — хэви-метал-гитарист. Выступает в группе Firewind. Известен также по работе в группах Mystic Prophecy, Nightrage, Arch Enemy, Dream Evil, а также в группе Оззи Осборна. Выступал также с Матсом Левеном.

## Биография

### Ранние годы
Константинос Карамитрудис родился 12 сентября 1980 года в Салониках, Греция. Его отец был по совместительству исполнителем греческой народной музыки в барах и тавернах. Благодаря музыкальным предпочтениям отца, Костас познакомился с такими группами, как Pink Floyd, Сантана и Eagles. Прослушивание альбома Питера Фрэмптона под названием Frampton Comes Alive! вдохновило Гаса начать играть на гитаре. В интервью 2018 года с Райаном Уиттингом на подкасте Rockin' You All Night Гас заявил, что «альбом Frampton Comes Alive и стал причиной, почему я взял в руки гитару и начал играть». В частности, он был заинтересован использованием Фрэмптоном ток-бокса. В том же интервью с Райаном Уиттингом Гас рассказал: «Мне было лет 8 или 9, когда мой отец включил виниловую пластинку с песней Do You Feel Like We Do. Играя, он [Фрэмптон] использовал эффекты ток-бокса, будто бы заставляя гитару говорить. Мне казалось, что звуки, издаваемые гитарой, были голосом говорящего робота... Я был изумлен этим. Это стало для меня откровением». В возрасте 10 лет Гас попросил отца купить ему гитару. Его отец приобрел для него классическую гитару, и уже вскоре Гас начал брать уроки в местной музыкальной школе. Когда он наконец получил свою первую электрогитару в возрасте 14 лет, он глубоко погрузился в практическую работу и начал брать уроки у преподавателя рок-гитары в местной консерватории.

### Карьера
Сценическое имя Gus G имеет два источника происхождения. Gus — это наиболее частый перевод греческого имени Костас на английский язык. G было прозвищем, данным ему другом во время его проживания в США.
В возрасте 18 лет он уехал из Греции, чтобы поступить в музыкальный колледж Беркли, но оставил обучение спустя всего лишь несколько недель и решил сделать себе имя на металлической сцене. Во время своего нахождения в Беркли Гас познакомился с Джо Стампом, вклад которого в свою карьеру он оценивает как наибольший. В 1998 году Гас решил записать демо с несколькими близкими друзьями-музыкантами в США. Проект был назван Firewind и был использован в качестве образца гитарных навыков Гаса в попытке получить шанс на профессиональную запись в студии. Демо привлекло внимание лейбла Leviathan Records, однако планы были изменены, когда Гас был нанят в качестве гитариста в Nightrage, Dream Evil и Mystic Prophecy. После выхода дебютных альбомов этих групп внимание Гаса было обращено на творчество своей группы Firewind. Группа выпустила семь студийных альбомов, претерпя сильные изменения в составе. Гас Джи занял третье место в списке лучших гитаристов мира в 2003 году, согласно японскому журналу BURRN!.
В июле 2005 года он временно заменил Кристофера Эмотта в качестве гитариста мелодик-дэт-метал группы Arch Enemy на их выступлении на фестивале Ozzfest, а также поспособствовал выпуску их альбома Doomsday Machine, сыграв партию лидер-гитары для песни Taking Back my Soul. Несколько раз Гас работал в качестве приглашённого гитариста. В частности, играл в заглавной песне альбома Роба Рока Garden of Chaos, исполнил сольные партии песен Felonies of the Christian Art и Life Depreved группы Old Man's Child, а также исполнил несколько соло на альбоме Gallows Gallery японского авангардного блэк-метал коллектива Sigh.
В 2009 году Гас получил приглашение от менеджмента Оззи Осборна выучить несколько песен и вылететь в Лос-Анджелес на прослушивание на роль гитариста в группу Оззи Осборна. После музыкальной сессии с группой, Гаса «сразу же попросили вернуться и провести концерт с Оззи через пару месяцев». Вскоре после этого было объявлено, что Гас займет место соло-гитариста Оззи Осборна. Оззи решил расстаться с прежним гитаристом Закком Уайлдом, потому что, по ощущениям Оззи, его музыка начинала звучать в стиле группы Black Label Society, основателем и бессменным лидером которой является Закк. Первое живое выступление Гаса с Оззи прошло на фестивале BlizzCon 2009.
Все лето 2012 года он гастролировал с Оззи Осборном в составе коллектива Ozzy&Friends. Затем он вернулся в свою группу группу Firewind, и они выпустили свой 7-й студийный альбом Few Against Many. Далее группа поехала в мировое турне по всей Европе, Азии, Великобритании, Северной Америке и Австралии. В разгар турне бессменный вокалист Firewind Аполло Папафанасио покинул группу. Группа продолжила выступления, заменив ушедшего вокалиста. В конце мирового турне в декабре 2013 года группа Firewind решила взять перерыв на неопределенный срок, а Гас Джи начал сольную карьеру, выпустив свой дебютный альбом I Am The Fire. Альбом был выпущен в марте 2014 года, после чего на протяжении всего 2014 года Гас вместе с Марти Фридманом и легендарным гитаристом Ули Джоном Ротом гастролировали по Европе. 
Вместе с гитаристом-виртуозом Энди Джеймсом записал композицию «Waking The Dead». 

### Влияние
Из интервью Гаса Джи Райану Уиттингу на подкасте Rockin' You All Night: «Если вы слушаете Ули Джон Рота и то, что он делал еще в 70-х со Scorpions, и конечно, с Electric Sun, вы поймете, откуда все шреддеры 80-х, такие как Ингви, черпали свое вдохновение. Он оригинальный для меня. Он истинный оригинал, как Блэкмор. Он наставник, друг и мой гитарный кумир».

## Дискография

#### Firewind
- Between Heaven and Hell (2002)
- Burning Earth (2003)
- Forged by Fire (2005)
- Allegiance (2006)
- The Premonition (2008)
- Live Premonition (2008)
- Days of Defiance (2010)
- Few Against Many (2012)
- Apotheosis – Live 2012 (2013)
- Immortals (2017)

## Оборудование
В 2016 году Gus переходит на гитары фирмы Jackson, незадолго до того, как отправиться в североамериканский тур с Angel Vivaldi. Дизайн гитары был изначально создан Уэйном Чарвелом в конце 1970-х — начале 1980-х годов. Подписная гитара от Jackson была представлена на выставке NAMM 2016.